# Thiện Tùng
Thiện Tùng có tên đầy đủ là Lê Thiện Tùng, là nam diễn viên kịch nói và điện ảnh người Việt Nam. Anh được phong tặng danh hiệu Nghệ sĩ ưu tú vào năm 2024.

## Tiểu sử
Lê Thiện Tùng sinh ngày 12 tháng 04 năm 1980, là con trai út trong một gia đình Hà Nội gốc.
Thiện Tùng tốt nghiệp thủ khoa khóa 1 ngành diễn viên Trường Cao Đẳng Nghệ Thuật Hà Nội rồi về làm việc tại Nhà hát Kịch Hà Nội từ năm 2006. Từ năm 2014, Thiện Tùng giữ vao trò Phó đoàn kịch I và hiện nay là Trưởng đoàn kịch 1 của Nhà hát Kịch Hà Nội

## Vai diễn

### Video âm nhạc
2018: Mẹ ơi! Mẹ không được chết (ca sĩ: Minh Chuyên)

### Điện ảnh
| Năm  | Tựa đề       | Vai diễn | Đạo diễn        | Chú thích |
| ---- | ------------ | -------- | --------------- | --------- |
| 2015 | Người trở về | Phán     | Đặng Thái Huyền |           |

### Truyền hình
| Năm  | Tựa đề                                  | Hình thức phim       | Vai diễn        | Đạo diễn                                  | Chú thích |
| ---- | --------------------------------------- | -------------------- | --------------- | ----------------------------------------- | --------- |
|      | Cảnh sát hình sự (CSHS)                 |                      |                 |                                           |           |
| 2006 | Đội đặc nhiệm H88                       | Dài tập              |                 | Nguyễn Thanh Vân                          |           |
| 2007 | Trung úy                                |                      | Trung úy Hà     | Hà Sơn                                    |           |
| 2008 | Họ đã từng yêu như thế                  | Điện ảnh truyền hình |                 | Nguyễn Anh Tuấn                           |           |
| 2008 | Rượu cần đêm mưa                        | Phim video           | Lân             | Nguyễn Đức Việt                           |           |
| 2008 | Con đường sáng                          | Dài tập              | Nguyễn Minh Vân | Phạm Việt Thanh, Nguyễn Đức Việt          | [ 8 ]     |
| 2009 | Cao xanh không lối                      | Phim video           | Biên            | Nguyễn Thế Vĩnh                           |           |
| 2009 | Chớp mắt cùng số phận                   | Dài tập              | Lâm Thành       | Lê Ngọc Linh                              |           |
| 2009 | Lý Công Uẩn: Đường tới thành Thăng Long | Dài tập              | Lê Long Việt    | Cận Đức Mậu, Tạ Huy Cường                 | [ 9 ]     |
| 2010 | Nhật ký viết đến ngày 8/3               | Điện ảnh truyền hình | Dương           | Phạm Gia Phương                           |           |
| 2010 | A2Z: Dịch vụ gỡ rối từ A đến Z          | Dài tập              |                 | Trần Chí Thành, Nguyễn Anh Tuấn           |           |
| 2010 | Người lính đặc nhiệm                    | Dài tập              | Hoàng Dương     | Nguyễn Trung Thực                         |           |
| 2010 | Lều chõng                               | Dài tập              | Khắc Mẫn        | Nguyễn Thanh Vân                          |           |
| 2011 | Cuộc vượt ngục thần kỳ                  | Dài tập              | Xuân Bách       | Lê Đức Tiến                               |           |
| 2011 | C13 đón Tết                             | Ngắn tập             |                 |                                           |           |
| 2012 | Hoa cỏ may (phần 2)                     | Dài tập              | Tiến            | Lưu Trọng Ninh                            |           |
| 2012 | Đi qua ngày giông bão                   | Dài tập              |                 | Đỗ Chí Hướng                              |           |
| 2013 | Trò đời                                 | Dài tập              | Phan Vũ         | Phạm Nhuệ Giang                           | [ 10 ]    |
| 2013 | Cây trầu không                          | Dài tập              | Thung           | Lê Đức Tiến                               |           |
| 2013 | Ma rừng                                 | Phim video           |                 | Đào Duy Phúc                              |           |
| 2014 | Nỗi đau giấu kín                        | Phim video           | Nam             | Trần Vịnh                                 |           |
| 2014 | Con thuyền số phận                      | Dài tập              |                 | Trần Trọng Khôi, Trần Quốc Trọng          |           |
| 2015 | Khi đàn chim trở về (phần 3)            | Dài tập              | Huy             | Đỗ Chí Hướng, Nguyễn Danh Dũng            |           |
| 2016 | Giọt nước mắt muộn màng                 | Dài tập              |                 | Nguyễn Danh Dũng                          |           |
| 2017 | Cả một đời ân oán                       | Dài tập              | Hòa             | Trọng Trinh, Vũ Trường Khoa, Bùi Tiến Huy |           |
| 2017 | Biên cương                              | Phim video           | Tân             | Nguyễn Đức Việt                           |           |
| 2017 | Thương nhớ ở ai                         | Dài tập              | Ngô Quất        | Lưu Trọng Ninh, Bùi Thọ Thịnh             | [ 11 ]    |
| 2021 | Yêu hơn cả bầu trời                     | Ngắn tập             | Tùng            | Nguyễn Khải Anh, Phạm Gia Phương          |           |

### Thể loại phim khác
2023, phim tài liệu “Đại Hành Hoàng đế" - trong vai Lê Đại Hành

### Kịch nói
- Đứa con bị đánh cắp
- Hà My của tôi (vai Dũng)
- Đảo thần vệ nữ (vai Đêvi)
- Người đàn bà không tên (vai Clay)
- Những mặt người thấp thoáng (vai Lauren Huỳnh)
- Những người con Hà Nội (vai Sơn ca)
- Tiếng đàn vùng mê thảo (vai Chánh đàn)
- Đứa con tội phạm (vai Thái)
- Ngôi nhà trong thành phố (vai Phước)
- Hai viên ngọc thần (vai Rắn)
- Trương Chi Mị Nương (vai Đoàn gia)
- Làng song sinh (vai Quả)

## Giải thưởng
| Năm  | Sự kiện trao giải                                                         | Vai diễn  | Vở diễn                  | Kết quả         | Chú thích     |
| ---- | ------------------------------------------------------------------------- | --------- | ------------------------ | --------------- | ------------- |
| 2015 | Hội diễn Sân khấu chuyên nghiệp toàn quốc                                 | Chánh     | Tiếng đàn Vùng Mê Thảo   | Huy chương Bạc  | [ 12 ]        |
| 2018 | Liên hoan Sân khấu Thủ đô lần thứ III                                     | Phước     | Ngôi nhà trong thành phố | Huy chương Bạc  | [ 13 ]        |
| 2019 | Liên hoan nghệ thuật toàn quốc hình tượng người chiến sĩ công an nhân dân | Thành     | Kẻ trộm                  | Huy chương Vàng | [ 14 ]        |
| 2020 | Liên hoan Sân khấu Thủ đô lần thứ IV                                      | Đoàn gia  | Trương Chi Mị Nương      | Huy chương Vàng | [ 14 ]        |
| 2021 | Liên hoan Sân khấu kịch nói chuyên nghiệp toàn quốc                       | Quả       | Làng song sinh           | Huy chương Vàng | [ 14 ] [ 12 ] |
| 2024 | Liên hoan Kịch nói toàn quốc                                              | Hoài Linh | Vòng tròn bội bạc        | Huy chương Vàng | [ 15 ]        |